# Season of Mist
Season of Mist este o casă de discuri independentă și distribuitor de discuri⁠(d) cu filiale în Franța și Statele Unite. Aceasta a fost înființată în 1996 de Michael S. Berberian în Marsilia și lansa albume de black metal, pagan metal, death metal, avant-garde metal, gothic metal și punk rock. Casa de discuri are două birouri, unul în Marsilia și unul în Philadelphia, Pennsylvania. 

## Istorie
Season of Mist a fost înființată în 1996 de Michael S. Berberian. În 2002, casa de discuri a început să opereze ca distribuitor pe teritoriul francez, comercializând materialele altor case de discuri metal precum Spinefarm Records sau Napalm Records. Numele Season of Mist provine din Visul unei nopți de vară de William Shakespeare.

## Muzica
La începutul activității sale, Season of Mist s-a concentrat pe lansarea albumelor unor formații de metal extrem precum Oxiplegatz⁠(d), Bethzaida și Kampfar⁠(d). După încheierea unui contract cu celebra formație norvegiană Mayhem în 1999, casa de discuri a devenit treptat asociată cu genul black metal și a atras artiști de renume precum Carpathian Forest, Rotting Christ, Arcturus⁠(d) și Solefald⁠(d).
Deși a rămas asociată cu genul black metal odată cu crearea diviziei Season of Mist Underground Activists în 2007, casa de discuri și-a lărgit catalogul muzical și, pe lângă formațiile de black, death metal, doom metal (Saint Vitus⁠(d)) thrash metal, au început să apară reprezentanți ai genurilor technical death metal (Morbid Angel, Cynic⁠(d), Atheist, Gnostic, Gonin-ish), sludge ( Kylesa⁠(d), Eyehategod⁠(d), Black Tusk⁠(d)  ), industrial metal (Genitorturers⁠(d), The CNK, Punish Yourself⁠(d)), hard rock (Ace Frehley⁠(d)), rock gothic (Christian Death⁠(d)), mathcore (The Dillinger Escape Plan⁠(d), Psykup), garage rock (1969 Was Fine⁠(d)), groove metal (Dagoba⁠(d), Eths⁠(d), Trepalium, Black Comedy) și metalcore (Eyeless, The Arrs).

## Listă formații
Aceasta este o listă a formațiilor care au încheiat un contract cu Season of Mist.
- 1349
- ABBATH
- Alkaloid
- Altarage
- Anciients
- Archspire
- Atheist
- Auðn
- Baptism
- Barishi
- Benighted
- Beyond Creation
- Bizarrekult
- Black Tusk
- Black Cobra
- Cannabis Corpse
- Carach Angren
- The Casualties
- Chaostar
- Cloak
- Complete Failure
- Craft
- Crippled Black Phoenix
- Darkspace
- Deathspell Omega
- Defiled
- Départe
- Der Weg einer Freiheit
- Deströyer 666
- Disperse
- Dodecahedron
- Drudkh
- Earth Electric
- Emptiness
- Endstille
- Engel
- Enthroned
- Esben and the Witch
- Esoteric
- Eternal Gray
- Eths
- Foscor
- Funeral
- Gaahls Wyrd
- Gaerea
- Garmarna
- George Kollias
- Gonin-ish
- Gorguts
- Grave Desecrator
- The Great Old Ones
- Hark
- Hate Eternal
- Hegemon
- Heilung
- Hell Militia
- Hierophant
- Hooded Menace
- Imperium Dekadenz
- Impure Wilhelmina
- Incantation
- KEN Mode
- Kontinuum
- Leng Tch'e
- The Lion's Daughter
- Mark Deutrom (ex-Melvins)
- Mayhem
- Merrimack
- Misery Index
- Necronomicon
- Necrowretch
- Necrophagia
- Ne Obliviscaris
- Nidingr
- Nightbringer
- Nightmarer
- Nocturnal Graves
- Numenorean
- Obsidian Kingdom
- Replacire
- Revenge
- Ritual Killer
- River Black
- Rotten Sound
- Rotting Christ
- Saint Vitus
- Sarah Longfield
- Septicflesh
- Shape of Despair
- Sinistro
- Skuggsjá
- Shining
- Sólstafir
- Sons of Balaur
- Strigoi
- Sylvaine
- This Gift Is A Curse
- Thy Catafalque
- Tsjuder
- Ulsect
- Venomous Concept
- Vévaki
- Vipassi
- Virvum
- Vulture Industries
- Weedeater
- Wildlights
- Windswept
- Withered
- Wormed
- Zhrine
- Zuriaake